# Nyctibatrachus vasanthi
Nyctibatrachus vasanthi es una especie de anfibio anuro de la familia Nyctibatrachidae. Es endémica de la reserva de tigres Kalakkad Mundanthurai, en el estado de Tamil Nadu, sudoeste de la India. Se ha encontrado a unos 700 metros de altitud en los Ghats occidentales.
Se encuentra amenazada de extinción debido a su reducida área de distribución y a la pérdida de su hábitat natural a causa de las plantaciones de té y cardamomo.